# Akure
Akure je město v jihozápadní Nigérii. Je hlavním a nejlidnatějším městem státu Ondo. V roce 2011 ve městě žilo přibližně 570 500 obyvatel. Nachází se v nadmořské výšce asi 350 m n. m. asi 700 kilometrů jihozápadně od Abujy a asi 310 kilometrů severovýchodně od Lagosu. Nachází se v oblasti nigerijského tropického deštného lesa. 
Město je významné zejména pro zemědělskou produkci, která se odehrává v jeho bezprostředním okolí; typické jsou pro oblast kakao, jam, maniok, kukuřice, tabák, bavlna, rýže, fazole nebo jáhly. Dominantními jazyky ve městě jsou angličtina a jorubština. 